# Ладарево (Орловская область)
Ла́дарево — деревня в Троснянском районе Орловской области. Входит в состав Троснянского сельского поселения.

## География
Расположена на западе района, в 9 км от Тросны на правом берегу ручья Чёрный Немёд. Ближайшие населённые пункты — деревни Ильино-Нагорное и Покровское. К северо-западу от деревни проходит автомобильная дорога А142 «Тросна—Калиновка». Высота населённого пункта над уровнем моря — 246 м.

## История
В 1866 году в бывшей владельческой деревне Ладарево было 18 дворов, проживало 234 человека (109 мужского пола и 125 женского), действовало 3 маслобойни. В то время деревня входила в состав Тросненской волости Кромского уезда Орловской губернии. Население Ладарева было приписано к приходу храма Покрова Пресвятой Богородицы соседнего села Покровское.
В 1937 году в деревне было 39 дворов. Во время Великой Отечественной войны, с октября 1941 года по август 1943 года, Ладарево находилось в зоне немецко-фашистской оккупации.

## Население
| 1981 | 2002 | 2010 |
| ---- | ---- | ---- |
| 140  | ↘115 | ↘93  |

## Образование
В деревне действует Гранкинская основная общеобразовательная школа.